# صنان التيس
صنان التيس أو بعبع التيس أو تفر التيس أو مخيسة أو مجنة أو شجرة الريح أو ريحة أو ضراطة (الاسم العلمي Haplophyllum tuberculatum). عشبة معمرة من جنس الذفراء وفصيلة السذابية. اعطانها الامارات العربية المتحدة وسلطنة عمان وشرق السعودية وقطر والبحرين والكويت. لها عدة استخدامات علاجية شعبية، تقوية العظام وجبر الكسور، علاج للدغات العقارب، وعلاج آلام الصدر والنفاخ ومشاكل المعدة وكمهدئ.